# Parapimelodus nigribarbis
Parapimelodus nigribarbis is een straalvinnige vissensoort uit de familie van de antennemeervallen (Pimelodidae). De wetenschappelijke naam van de soort is voor het eerst geldig gepubliceerd in 1889 door George Albert Boulenger. Hij noemde de soort Pimelodus (Pseudorhamdia) nigribarbis. De specimens waarover hij beschikte waren afkomstig uit de rivier Camapuã in Brazilië en daar verzameld door Hermann von Ihering.